# 1. Fortuna Wiener Neustädter SC
1. Fortuna Wiener Neustädter SC is een Oostenrijkse voetbalclub uit Wiener Neustadt, een stad in de deelstaat Neder-Oostenrijk, in de buurt van Wenen. De clubkleuren zijn blauw-wit.

## Geschiedenis

### SC Wiener Neustadt
De club werd in 2008 opgericht als SC Wiener Neustadt en volgde SC Schwanenstadt op, dat met financiële problemen te kampen had. Omdat Schwanenstadt het behoud in de Erste Liga (tweede klasse) kon verzekeren startte men in het eerste bestaansjaar al op het tweede hoogste niveau. De allereerste competitiewedstrijd werd verloren van het pas gedegradeerde Wacker Innsbruck. Daarna herpakte de club zich en net voor de winterstop mocht de club zich tot herfstkampioen kronen. De club liet de leidersrol niet meer los en werd kampioen.
In het seizoen 2014/15 eindigde SC Wiener Neustadt onder leiding van de IJslandse trainer-coach Helgi Kolviðsson als tiende en laatste in de Bundesliga, waardoor de club degradeerde naar de Erste Liga, die in 2018 werd omgedoopt tot 2. Liga. Omdat runner-up TSV Hartberg in het seizoen 2017/2018 geen licentie kreeg voor de Bundesliga, mocht SCWN mede dankzij de versoepelde promotieregeling promoveren naar het hoogste niveau. Echter, Hartberg ging tot twee keer in beroep tegen de licentieverweigering en in derde instantie kreeg de club uit Stiermarken uiteindelijk toch de licentie toebedeeld, waardoor Wiener Neustadt play-offs moest gaan spelen tegen de nummer laatst van de Bundesliga, SKN St. Pölten. 

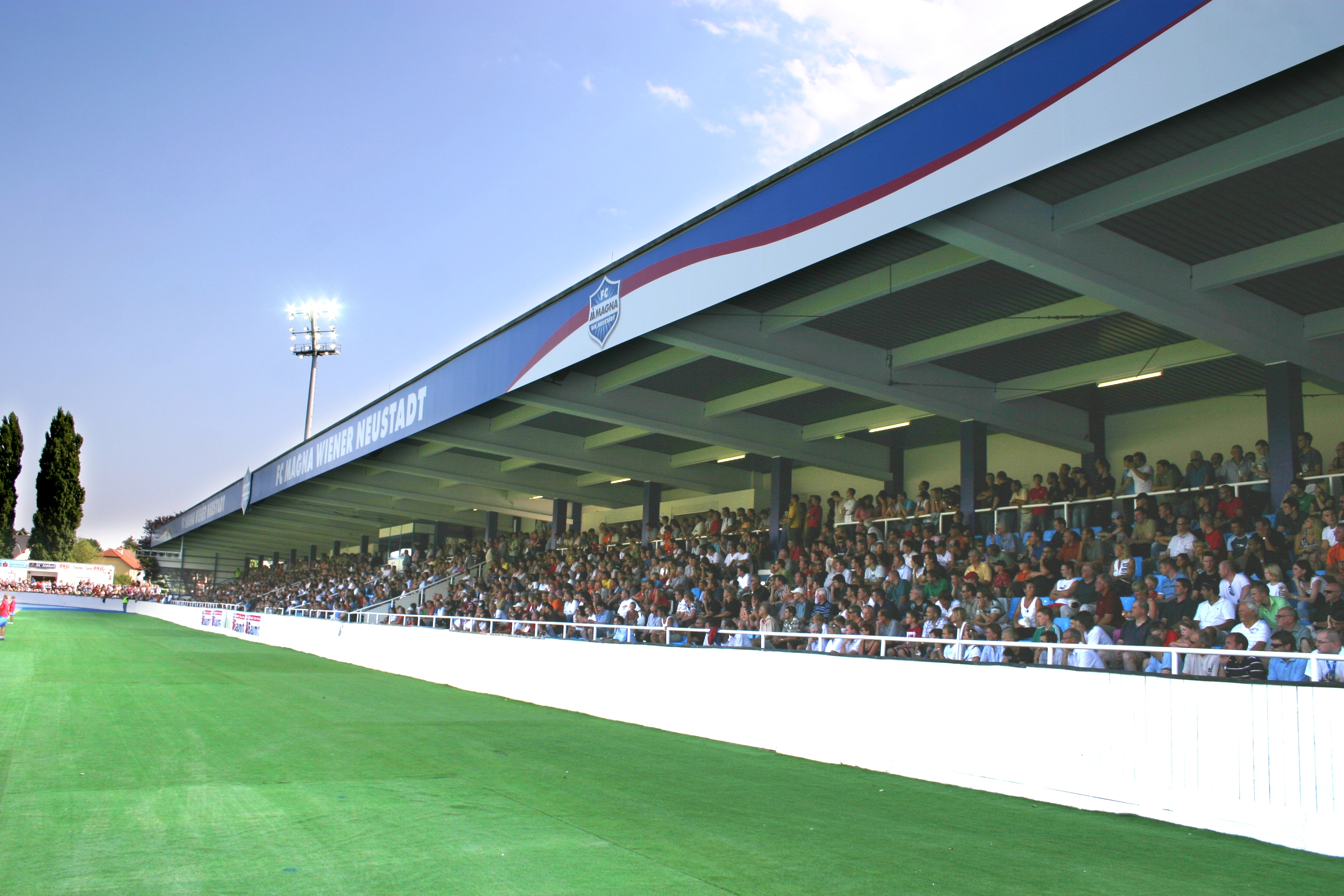
Het Stadion Wiener Neustadt werd tot en met 2019 gebruikt voor de thuiswedstrijden.

SCWN verloor de play-offs van SKN St. Pölten. Hiermee was de soap rondom de club nog lang niet voorbij. Wiener Neustadt ging direct na de verloren play-off duels in beroep, want SKN St. Pölten zou een niet-speelgerechtigde speler hebben opgesteld. Aangezien Wiener Neustadt niet ver bij St. Pölten vandaan ligt, had SCWN als uitwijkmogelijkheid voor hun wedstrijden de NV Arena van St. Pölten opgegeven, maar SKN St. Pölten weigerde (vanwege de rechterlijke perikelen) voor het daarop volgende seizoen het gebruik van hun stadion, waardoor de licentie van SCWN helemaal ingetrokken zou kunnen worden, maar zover kwam het uiteindelijk niet.
De blauw-witten kregen daarnaast tot drie keer toe geen gelijk van de rechters, waardoor het alsnog in de 2. Liga moest blijven. Men eindigde daar in het seizoen 2018/2019 uiteindelijk als zesde, maar de club zou moedwillig de licentiecommissie verkeerd hebben ingelicht over hun licentiedossier. Deze fout zou SC Wiener Neustadt uiteindelijk fataal worden: men moest als straf verplicht degraderen (Zwangsabstieg) naar de Regionalliga. Ook hier kreeg de club van de rechterlijke instanties geen gelijk.

### 1. Wiener Neustädter SC
Na de verplichte degradatie naar de Regionalliga werd de naam van de club omgedoopt tot 1. Wiener Neustädter SC, verwijzend naar de oude club opgericht in 1908 en die in 2010 officieel verdween. Tevens verhuisde men naar de Arena Wiener Neustadt die compleet nieuw werd gebouwd. Op 28 september 2019 werd het stadion geopend met de wedstrijd in de Regionalliga tegen Rapid Wien Amateure.

### 1. Fortuna Wiener Neustädter SC
In 2023 werd een fusie aangegaan met zaalvoetbalclub Fortuna Wiener Neustadt. Daardoor werd de naam veranderd naar 1. Fortuna Wiener Neustädter SC.

## Eindklasseringen (grafisch) vanaf 2009
- 2009 1e
2. Liga
- 2010 5e
Bundesliga
- 2011 7e
Bundesliga
- 2012 9e
Bundesliga
- 2013 7e
Bundesliga
- 2014 8e
Bundesliga
- 2015 10e
Bundesliga
- 2016 7e
2. Liga
- 2017 8e
2. Liga
- 2018 3e
2. Liga
- 2019 6e
2. Liga
- 2020 10e
Regionalliga
- 2021 13e
Regionalliga

- Bundesliga
- 2. Liga
- Regionalliga

De 2. Liga stond tot en met 2018 als Erste Liga bekend.

## Eindklasseringen
| Seizoen   | №  | Clubs | Divisie    | Duels | Winst | Gelijk | Verlies | Doelsaldo | Punten | Tsch  |
| --------- | -- | ----- | ---------- | ----- | ----- | ------ | ------- | --------- | ------ | ----- |
| 2011–2012 | 9  | 10    | Bundesliga | 36    | 6     | 15     | 15      | 26–51     | 33     | 2.879 |
| 2012–2013 | 7  | 10    | Bundesliga | 36    | 9     | 9      | 18      | 32–60     | 36     | 2.761 |
| 2013–2014 | 8  | 10    | Bundesliga | 36    | 10    | 9      | 17      | 43–84     | 39     | 2.264 |
| 2014–2015 | 10 | 10    | Bundesliga | 36    | 7     | 8      | 21      | 37–79     | 29     | 2.526 |
| 2015–2016 | 7  | 10    | 1. Liga    | 36    | 12    | 9      | 15      | 39–49     | 35     | 974   |
| 2016–2017 | 8  | 10    | 1. Liga    | 36    | 11    | 6      | 19      | 40–62     | 39     | 769   |
| 2017–2018 | 3  | 10    | 1. Liga    | 36    | 17    | 11     | 8       | 53–37     | 62     | 987   |
| 2018–2019 | 6  | 16    | 2. Liga    | 30    | 12    | 8      | 10      | 39-41     | 44     | 559   |